# 남한산성 (뮤지컬)
《남한산성》은 대한민국의 창작 뮤지컬이다. 김훈의 동명소설을 원작으로 성남시 성남문화재단이 남한산성을 지역의 문화 아이콘으로 브랜드화하기 위해 2007년경부터 준비한 프로젝트 대형 뮤지컬이다. 2009년 성남아트센터 오페라하우스에서 초연되었다. 청나라를 피해 남한산성에 피신해 있던 조선 인조를 비롯해 청과 화친을 주장하는 주화론자 최명길, 이에 반대하는 척화론자 오달제, 그의 아내 남씨와 오달제를 사모하는 기생 매향, 관노 출신으로 청의 편에 선 정명수 등 다양한 인물들의 입장에서 병자호란을 조명한 작품이다. 2009년 초연 당시 흥행과 비평 양면에서 성공을 거두었다. 2010년 재공연에서는 보다 오달제를 부각시켜 극의 집중도를 높였으며 뮤지컬 작곡가 장소영의 음악이 추가되었다. 또한 가사를 각색해 초연 당시의 복잡했던 인물 구조를 단순화시키고, 기생 매향과 초홍 캐릭터를 없애는 대신 민초를 대변하는 난생이를 등장시켰다.

## 소설과의 차이점
뮤지컬 전반에 걸쳐 주인공으로 다루어지는 오달제는 원작 소설 후반부에 적은 비중으로 등장하는 인물이다. 남한산성의 조광화 연출은 "뮤지컬 관객 대다수를 차지하는 젊은 층을 겨냥한 사랑 이야기를 담기 위해 고심 끝에 오달제를 골랐다"고 밝혔다. 원작에서 가장 큰 비중을 차지하는 최명길과 김상헌의 역할 축소에 관해서는 "당파싸움같이 비치는 게 싫어 김상헌과 최명길의 대립은 최소화하겠다"고 말했다. 오달제를 둘러싼 삼각관계를 형성하는 두 여성 캐릭터의 경우, 처 남씨는 소설 속에서 '임신한 처'라는 한 구절로만 등장하며 기생 매향은 뮤지컬을 위해 창조해낸 오리지널 캐릭터이다. 뮤지컬은 원작에 비해 오달제를 중심으로 한 러브 스토리가 부각되었다. 오달제가 김상헌을, 매향이 최명길을, 남씨가 각각 조선의 민중을 상징함으로써 소설의 관념적 대립을 구체적 삶으로 형상화했다고 보는 해석도 있다.

## 출연

### 2009년
- 오달제 - 이필모, 김수용
- 정명수 - 이정열, 예성
- 매향 - 배해선
- 남씨 - 임강희
- 인조 - 성기윤
- 최명길 - 강신일, 오상원
- 김상헌 - 손광업
- 홍타이지 - 서범석
- 서흔남 - 이훈진
- 순금이 - 김경선
- 나루 - 박도연
- 용골대 - 함태영
- 초홍 - 김현아

### 2010년
- 오달제 - 김수용
- 정명수 - 최재림
- 남씨 - 임강희
- 난생 - 박혜나
- 인조 - 성기윤, 고재근
- 최명길 - 김응수, 이계창
- 김상헌 - 손광업, 김형묵
- 홍타이지 - 조순창
- 서흔남 - 이장원
- 순금이 - 김경선
- 나루 - 김시온
- 용골대 - 함태영

## 스태프
- 원작 - 김훈
- 연출 - 조광화
- 대본 - 고선웅
- 작사 - 장영
- 작곡 - 김동성, 장소영(2010)
- 안무 - 오재익